# Rasterfrequenz
Die Rasterfrequenz (auch Rasterweite, Kehrwert der Rasterkonstante) ist eine Maßangabe für die Auflösung von Druckrastern. Die Rasterfrequenz gibt an, wie viele Druckpunkte pro Längeneinheit vorkommen. Man unterscheidet dabei:
- Amplitudenmodulierte Raster, die für alle Tonwerte die gleiche Anzahl von Punkten verwenden und dunklere Farben durch größere Punkte erzeugen.
- Frequenzmodulierte Raster, die immer gleich große Rasterpunkte verwenden, aber ihre Anzahl je nach Tonwert ändern, dunklere Farben also durch mehr Punkte erzeugen.

Übliche Rasterfrequenzen betragen im Zeitungsdruck 30–54 Punkte pro cm, im Offsetdruck 54–80 Punkte pro cm, bei hochwertigen Druckerzeugnissen bis 120 Punkte pro cm. Die Maßeinheit wird oft auch als Linien pro Zentimeter (L/cm) oder Lines per Inch (lpi) angegeben, wobei Linien pro cm gleichbedeutend mit Punkten pro cm ist. Diese Bezeichnungen stammen aus der Zeit der optischen Rasterung, als die Bildvorlagen durch Überlagerung mit einem Distanz- oder Magentaraster gerastert wurde (siehe auch Druckraster).